# آی میت
شرکت آی-مِیت i-mate فروشندهٔ گوشی‌های تلفن همراهی بود که با ویندوز موبایل کار می‌کردند.
این شرکت در شهر دبی فعالیت اصلی خود را انجام می‌داد و در انگلستان، ایتالیا، ارمنستان، استرالیا، هندوستان، ایالات متحده و آفریقای جنوبی دارای اپراتور بود.
شرکت آی میت در سپتامبر سال ۲۰۰۹ از بازار تولید تلفن همراه خارج شد.

## محصولات
- Smartphone
- Pocket PC Phone Edition
- SP2
- SP3
- PDA2k
- PDA2k EVDO
- JAM
- SP3i
- PDA2
- JASJAR
- K-JAM
- JAMin
- JASJAM